# Puritanical Euphoric Misanthropia
Puritanical Euphoric Misanthropia è il quinto full-length album della symphonic black metal band Dimmu Borgir.

## Tracce
1. Fear and Wonder (Intro) - 2:47
2. Blessings upon the Throne of Tyranny - 5:18
3. Kings of the Carnival Creation - 7:48
4. Hybrid Stigmata - The Apostasy - 6:58
5. Architecture of a Genocidal Nature - 6:08
6. Puritania - 4:42
7. IndoctriNation - 5:57
8. The Maelstrom Mephisto - 5:13
9. Absolute Sole Right - 6:57
10. Sympozium - 6:25
11. Perfection or Vanity - 3:36
12. Devil's Path (re-recorded) - 5:31
13. Burn in Hell (Twisted Sister cover) - 5:05

## Formazione
- Shagrath - voce
- Erkekjetter Silenoz - chitarra
- Galder - chitarra
- ICS Vortex - basso
- Mustis - tastiera, sintetizzatore
- Nicholas Barker - batteria